# South Thoresby
South Thoresby is een civil parish in het bestuurlijke gebied East Lindsey, in het Engelse graafschap Lincolnshire met 128 inwoners.